# Тегерфельден
Тегерфельден (нем. Tegerfelden) — коммуна в Швейцарии, в кантоне Аргау.
Входит в состав округа Цурцах. Население составляет 997 человек (на 31 декабря 2007 года). Официальный код — 4320.